# Toy Machine
Toy Machine, auch bekannt als Toy Machine Bloodsucking Skateboard Company, ist ein 1993 gegründetes US-amerikanisches Unternehmen für Skateboards und Skatebordbekleidung, das von dem Skater Ed Templeton gegründet wurde. Toy Machine befindet sich gelegentlich im Hause der Tum Yeto Distribution.

## Skateboarder
Zum Toy Machine Team gehören oder gehörten unter anderen: Ed Templeton, Jamie Thomas, Elissa Steamer, Bam Margera, Chad Muska, Ethan Fowler. Aktuelles Team: Ed Templeton, Diego Bucchieri, Johnny Layton, Billy Marks, Nick Trapasso, Austin Stephens, Leo Romero, Daniel Lutheran, Jordan Taylor, Matt Bennett und Josh Harmony.